# Уильямсон, Фред
Фредерик Роберт «Фред» Уильямсон (англ. Frederick Robert «Fred» Williamson) — американский актёр, режиссёр, сценарист и продюсер.

## Ранние годы
Фред Уильямсон родился в Гэри, Индиана. В 1960 году он закончил Северо-западный Университет в Эванстоне, Иллинойс, по специальности архитектурно-интерьерного искусства. Во время учёбы в университете он активно занимался спортом, играя в американский футбол.

## Карьера
В 1961 году Уильмсон начал карьеру профессионального футболиста, начав играть за команду «Окленд Рэйдерс». В 1965 году он перешёл в «Канзас-Сити Чифс». За тяжесть удара Уильмсон получил прозвище «Hummer» (с англ. — «Молот»). Он играл в финале кубка по американскому футболу — Супербоуле, но в 1967 году завершил футбольную карьеру.
После ухода из футбола Уильямсон немного поработал архитектором, а в дальнейшем начал актёрскую карьеру. Одной из его первых работ на телевидении стала роль повстанца по имени Анка в эпизоде сериала «Звёздный путь». В 1969—1971 годах Уильямсон снимался в ситкоме «Джулия». В 1970 году он сыграл доктора Джонса в фильме Роберта Олтмена «Военно-полевой госпиталь» и эпизодическую роль в фильме Отто Премингера «Скажи, что ты любишь меня, Джуни Мун» с Лайзой Миннелли в главной роли. В 1970-е годы он в основном снимался в фильмах, относящихся к жанру blaxploitation, самыми популярными фильмами с его участием стали «Чёрный цезарь» и его продолжение «Ад в Гарлеме». Также Уильмсон снимался в эпизодах таких телесериалов, как «Полицейская история», «Калифорнийский дорожный патруль» и «Уравнитель», а в 1985 году  играл партнёра персонажа Джо Пеши в недолго просуществовавшем сериале Half Nelson.
В 1974 году Уильямсон организовал собственную кинокомпанию Po’ Boy Productions и начал заниматься режиссурой и продюсированием. Po’ Boy Productions выпустила более 40 фильмов, в которых Уильямсон выступал, как в качестве режиссёра и актёра. Самым известным фильмом компании стала каритина «Южный пляж» (1993) с Питером Фондой в главной роли. Также компания Po’ Boy Productions участвовала и в международных кинопроектах.
В 1996 году Уильямсон снялся в роли Фроста в фильме Роберта Родригеса «От заката до рассвета», благодаря которому к нему вновь пришла популярность, а в 1998 году он появился в фильме Джона Ву «Блэкджек» с Дольфом Лундгреном в главной роли. В 1997—1998 годах Уильямсон исполнял одну их главных ролей в сериале Fast Track. В 2004 году он исполнил роль капитана Доби в фильме
Одна из последних успешных работ — роль капитана полиции Доби в фильме «Убойная парочка: Старски и Хатч» с Беном Стиллером и Оуэном Уилсоном в главных ролях. В 2017 году Уильямсон появился в трёх эпизодах телесериала «Быть Мэри Джейн».

## Личная жизнь
В 1960—1967 годах Уильямсон был женат на Джинетт Лавонде. В 1988 году Уильмсон женился во второй раз на Линде Уильямсон. У Уильямсона есть, по меньшей мере, трое детей, хотя в некоторых источниках указано, что у него их шесть. С 1997 года он живёт в Палм-Спрингс.

## Избранная фильмография
| Год  |   | Русское название                           | Оригинальное название                    | Роль                             |
| ---- | - | ------------------------------------------ | ---------------------------------------- | -------------------------------- |
| 1969 | с | Звёздный путь: Оригинальный сериал         | Star Trek: The Original Series           | Анка                             |
| 1970 | ф | Военно-полевой госпиталь                   | MASH                                     | доктор Оливер «Копьеносец» Джонс |
| 1974 | ф | Босс ниггер                                | Boss Nigger                              | Босс                             |
| 1978 | ф | Этот проклятый бронепоезд                  | Quel maledetto treno blindato            | рядовой Фред Кэнфилд             |
| 1981 | с | Лу Грант                                   | Lou Grant                                | Разрушитель Картер               |
| 1982 | ф | Каратели                                   | Vigilante                                | Ник                              |
| 1982 | ф | 1990: Воины Бронкса                        | 1990: I guerrieri del Bronx              | Огр                              |
| 1983 | ф | Большой улов                               | The Big Score                            | детектив Френк Хукс              |
| 1984 | ф | Воины-2072                                 | I Guerrieri dell’anno 2072               | Абдул                            |
| 1984 | ф | Воин потерянного мира                      | Warrior of the Lost World                | подручный                        |
| 1992 | ф | Три дня до убийства                        | Three Days To A Kill                     | Кэл                              |
| 1994 | с | Отступник                                  | Renegade                                 | Жан Люк Лево                     |
| 1995 | ф | Безмолвный охотник                         | Silent Hunter                            | шериф Манти                      |
| 1996 | ф | От заката до рассвета                      | From Dusk till Dawn                      | Фрост                            |
| 1998 | ф | Гонка                                      | Ride                                     | идеальный отец Каспера           |
| 1998 | в | Дети кукурузы 5: Поля страха               | Children of the Corn V: Fields of Terror | шериф Скаггс                     |
| 1998 | с | Пси Фактор: Хроники паранормальных явлений | Psi Factor: Chronicles of the Paranormal | Фред Милтон Дидженова            |
| 1999 | ф | Рейд возмездия                             | Active Stealth                           | Рейнольдс                        |
| 2004 | в | Убойная парочка: Старски и Хатч            | Starsky & Hutch                          | капитан Доби                     |
| 2009 | с | Рыцарь дорог                               | Knight Rider                             | глава УБН                        |
| 2009 | с | Мёртвые до востребования                   | Pushing Daisies                          | Роланд «Ролли» Стингвелл         |
| 2017 | с | Быть Мэри Джейн                            | Being Mary Jane                          | Фрэнк Перл                       |